# Eulaema polychroma
Eulaema polychroma är en biart som först beskrevs av Alexander Mocsáry 1899.
Eulaema polychroma ingår i släktet Eulaema, tribus orkidébin och familjen långtungebin. Inga underarter finns listade i Catalogue of Life.